# Hallstavik
Hallstavik is een plaats in de gemeente Norrtälje in het landschap Uppland en de provincie Stockholms län in Zweden. De plaats heeft 4530 inwoners (2005) en een oppervlakte van 471 hectare.

## Verkeer en vervoer
Bij de plaats loopt de Riksväg 76.
Door de plaats loopt een goederenspoorlijn.